# Higurashi no Naku Koro ni Go
Higurashi no Naku Koro ni Go (яп. ひぐらしのなく頃に業 Хигураси но наку коро ни го:, рус. Когда плачут цикады: Карма) — аниме-сериал, срежиссированный Кэйитиро Кавагути и выпущенный студией Passione в 2020 году. Сериал является продолжением визуального романа Higurashi no Naku Koro ni.

## Сюжет
Сюжет аниме-сериала, по аналогии с визуальным романом и предыдущими экранизациями, разделён на сюжетные арки, называемые «главами» (яп. 編 Хэн).
Действие разворачивается в июне 58 года эры Сёва (1983 год) в отдалённой японской деревне Хинамидзава. Один из главных героев — старшеклассник Кэйити Маэбара — незадолго до этого переехал туда из города и начал налаживать отношения с учащимися своей новой школы: старостой Мион Сонодзаки, сверстницей Рэной Рюгу, а также с младшеклассницами Рикой Фурудэ и Сатоко Ходзё. Тем временем в Хинамидзаве готовятся к проведению местного ежегодного фестиваля «Ватанагаси», вскоре после которого в течение последних пяти лет происходят загадочные преступления, получившие название «проклятие Оясиро-сама», по имени божества, которому посвящен праздник.
| Серии | Название | Даты премьеры                              | Прим.       |
| ----- | --- | ------------------------------------------ | ----------- |
| 1—4   | Onidamashi-hen (яп. 鬼騙し編 Онидамаси-хэн, Глава об обмане демонов) | 1 октября 2020 года — 22 октября 2020 года | [ 4 ] [ 5 ] |
| 1—4   | Завязка сюжета главы развивается аналогично оригинальной Onikakushi-hen (яп. 鬼隠し編 Оникакуси-хэн, Глава о похищенных демонами). Кэйити возвращается в Хинамидзаву из поездки на похороны родственника. Однажды во время прогулки парень узнаёт от приезжего фотографа Дзиро Томитакэ о том, что некоторое время назад во время попытки строительства плотины, которая затопила бы всю Хинамидзаву с окрестностями, произошло убийство с расчленением одного из рабочих, после чего стройка была прекращена. Кэйити попытался узнать подробности произошедшего от своих одноклассниц, главным образом от Рэны Рюгу, однако те отрицали факт какого-либо происшествия, лишь испугав юношу — ведь он нашёл журнал, в котором это убийство описывалось. Во время Ватанагаси Кэйити проводит время с друзьями и видит Томитакэ с неизвестной женщиной, которой оказывается медсестра клиники Ириэ — Миё Такано. На следующий день после Ватанагаси в школу приезжает детектив Кураудо Оиси, который вызывает Кэйити на откровенный разговор. От него юноша узнаёт, что сразу после фестиваля Томитакэ и Такано бесследно исчезли, и местное население считает это происшествие новым случаем «проклятия Оясиро-сама». Оиси просит Кэйити как нового человека в деревне обратить особое внимание на слухи и школьных подруг юноши. На следующий день детектив решается позвонить в дом семьи Маэбара и рассказывает Кэйити о тотальном молчании остальных жителей деревни, а также об истории Рэйны Рюгу, которая до переезда в Хинамидзаву разгромила свою предыдующую школу и являлась ярой поклонницей Оясиро-сама. По окончании разговора Кэйити узнаёт от своего отца, что в это самое время к нему в гости заходила Рэна, которая незаметно от всех ушла, и понимает, что она слышала весь их диалог с Оиси, стоя за дверью его комнаты. Испугавшись, юноша проводит всю ночь без сна, а наутро не идёт в школу. Мать заставляет Кэйити сходить в клинику, однако на месте Маэбара узнаёт о том, что она закрыта на ремонт, и всё же идёт в школу. Рика Фурудэ проводит с юношой разговор, в котором узнаёт о его страхе Рэны и призывает не поддаваться этому чувству. По возвращении домой Кэйити узнаёт, что родители уехали в Токио по работе и попросили Рэну прийти к нему и приготовить ужин. Преодолев страх, Кэйити всё же впускает Рэну в дом и пытается извиниться перед ней за подозрения. Однако Рэна объявляет, что «поражена проклятием Оясиро-сама», и нападает на Кэйити с ножом. Получив множественные ранения, Маэбара сумел самостоятельно отбиться от Рэны, однако из-за кровопотери потерял сознание. Придя в себя в городской больнице, Кэйити узнаёт, что Рэна не выжила, но помимо этого случая в Хинамидзаве произошло ещё одно убийство — Сатоко и Рика были найдены в своём доме мёртвыми, причем полиция рассматривает как вариант убийства, так и убийства-самоубийства. Глава заканчивается вопросом медсестры, не чешется ли у Кэйити шея, и тот, вспомнив, как Рэна царапала свою шею ногтями до крови перед нападением на него, истошно вопит. | 1 октября 2020 года — 22 октября 2020 года | [ 4 ] [ 5 ] |
| 5—8   | Watadamashi-hen (яп. 綿騙し編 Ватадамаси-хэн, Глава о лживом фестивале) | 29 октября 2020 года — 19 ноября 2020 года |             |
| 5—8   | Название главы является отсылкой к оригинальной Watanagashi-hen (яп. 綿流し編 Ватанагаси-хэн, Глава о хлопковых корабликах). | 29 октября 2020 года — 19 ноября 2020 года |             |
| 9—13  | Tataridamashi-hen (яп. 祟騙し編 Татаридамаси-хэн, Глава о лживом проклятии) | 26 ноября 2020 года — 24 декабря 2020 года |             |
| 9—13  | Название главы является отсылкой к оригинальной Tatarigoroshi-hen (яп. 祟殺し編 Татаригороси-хэн, Глава о смертоносном проклятии). | 26 ноября 2020 года — 24 декабря 2020 года |             |
| 14—17 | Nekodamashi-hen (яп. 猫騙し編 Нэкодамаси-хэн, Глава об отводе глаз) | 7 января 2021 года — 28 января 2021 года   |             |
| 14—17 | Название главы является отсылкой к главе ранобэ авторства Рюкиси07 Nekogoroshi-hen (яп. 猫殺し編 Нэкогороси-хэн, Глава об убийстве кошки), а также к обманному приёму борьбы сумо «нэкодамаси». | 7 января 2021 года — 28 января 2021 года   |             |
| 18—24 | Satokowashi-hen (яп. 郷壊し編 Сатоковаси-хэн, Глава о сломе деревни) | 4 февраля 2021 года — 18 марта 2021 года   |             |
| 18—24 | Название главы является отсылкой к экстра-главе Hirukowashi-hen (яп. 昼壊し編 Хируковаси-хэн, Глава о рассвете), а также является омонимом выражения Satoko washi-hen (яп. 沙都子儂偏 Сатоко-васи-хэн, «Глава от лица Сатоко»). Действие начала главы разворачивается после окончания оригинального сюжета игры и аниме Higurashi no Naku Koro ni Kai. | 4 февраля 2021 года — 18 марта 2021 года   |             |

## Выпуск
6 января 2020 года состоялось объявление, подтверждённое представителями разработчика оригинальной игры 07th Expansion, о готовящемся выпуске ремейка аниме-сериала, работа над которым была доверена студии Passione. Дизайнером персонажей был назначен Акио Ватанабэ, ранее известный по работе в аналогичной должности над сериалами франшизы Monogatari. Позже стало известно, что должность сценариста досталась Наоки Хаяси, ранее известному по экранизации манги Citrus и полнометражному фильму Black Fox, а музыкальное сопровождение было написано Кэндзи Каваи, который принимал участие в экранизации Higurashi no Naku Koro ni в 2006 году. Оригинальный состав сэйю также был сохранён.
Изначально выпуск сериала планировался на лето 2020 года, однако из-за ограничительных мер, вызванных пандемией COVID-19, он был отложен до осени того же года. Трансляции на различных телеканалах Японии стартовали 1 октября 2020 года. Первоначально сериал именовался в СМИ исключительно Higurashi no Naku Koro ni, по аналогии с оригинальным визуальным романом и экранизацией 2006 года, однако во время показа второй серии было обнародовано истинное название работы — Higurashi no Naku Koro ni Go. Тогда же стала известна открывающая композиция «I believe what you said» в исполнении певицы Асаки, а также закрывающая — «Kamisama no Syndrome» от Аянэ.
С 25 сентября 2020 года в эфир выходила веб-радиопостановка Higurashi no Naku Koro ni Mawashi-hen с сэйю Маи Накахарой (Рэна Рюгу) и Соитиро Хоси (Кэйити Маэбара). 1 октября того же года было объявлено о том, что сюжет аниме будет сериализован художником Томато Акасэ в виде манги, которая будет издана в журнале Young Ace UP.

## Критика
Первые серии Higurashi no Naku Koro ni Go были сдержанно встречены критиками интернет-портала Anime News Network, большинство из которых скептически относились к самой идее новой экранизации. Так, Николас Дюпре в своей рецензии написал, что дизайн персонажей от Акио Ватанабэ являлся неплохой заменой дизайну прежней экранизации, но контрастирует с фоновыми изображениями настолько, что не создаётся ощущение, что «герои находятся на том же физическом уровне, что и окрущающие их дома и деревья». Другой обозреватель того же ресурса — Терон Мартин — остался недоволен изменением дизайна несмотря на то, что он стал ближе к первоисточнику, а также отметил сильное уменьшение звука пения хигураси по сравнению с прошлым сериалом. Ещё один критик, Ребекка Сильверман, была обрадована изменениями в дизайне персонажей, особенно Мион, которая стала выглядеть более пропорционально, но сохранила узнаваемый облик. Аналогичного мнения с Сильверман придерживался и Джеймс Беккет, посчитавший новый дизайн более современным и лишённым грубоватости экранизации 2006 года.
Отдельным вопросом у критиков стала актуальность поджанра «моэ-убийства» реалиям 2020 года. Дюпре высказал сомнения в том, что Higurashi no Naku Koro ni Go будет столь же успешна среди зрителей, как первая экранизация 2006 года, поскольку работы типа School-Live! и Doki Doki Literature Club уже стали достаточно привычными для зрителей. Терон Мартин, напротив, отметил, что единственным современным полноценным аналогом Higurashi no Naku Koro ni в направлении «моэ-убийства»  можно считать лишь «Re:Zero. Жизнь с нуля в альтернативном мире», однако подчеркнул, что 14 лет с момента выхода первой экранизации не такой большой срок для необходимости выпуска ремейка.
Критик Линзи Ловеридж, оценивая первые три серии аниме, назвала данный сериал «ненастоящим ремейком», однако на тот момент не смогла определиться с положением сюжета Higurashi no Naku Koro ni Go к оригинальной истории — являлся ли он полностью альтернативным циклом или же оригинальной историей с изменённым повествованием. По словам обозревателя, из-за этой двусмысленности она попала в ситуацию, при которой невозможно определить доступность новой работы для людей, незнакомых с основной франшизой, и сравнила это с аналогичной дилеммой между Fate/stay night и Fate/Zero.